# Combat de Guérande
Chouannerie
Batailles
- 1er Vannes
- Fouesnant
- Scrignac
- Lannion
- Pontrieux
- Bourgneuf-la-Forêt
- Plumelec
- Savenay
- Loiré
- Ancenis
- 2e Vannes
- Pluméliau
- Pontivy
- 1er La Roche-Bernard
- 1er Rochefort-en-Terre
- Pacé
- Guérande
- Fleurigné
- Fougères
- Vitré
- Mané-Corohan
- Plabennec
- Saint-Pol-de-Léon
- Kerguidu
- Lamballe
- Saint-Perreux
- 2e Rochefort-en-Terre
- 2e La Roche-Bernard

Le combat de Guérande se déroula à la suite d'une révolte paysanne contre la levée en masse lors de la Pré-Chouannerie.

## Combat
Le 18 mars 1793, 2 000 à 6 000 paysans et marins venus des environs de Montoir-de-Bretagne, Herbignac, Pontchâteau et de la Brière se présentent devant Guérande. Les insurgés sont commandés par Thomas de Caradeuc et François Guériff de Lanouan, officiers de l'Association bretonne et disposent de deux canons pris aux batteries de la côte. Pendant une journée et une nuit les révoltés bombardent la ville de Guérande, mais la place dispose d'un château médiéval et l'artillerie ne fait que peu de dégâts.
Cependant la population de Guérande est majoritairement favorable aux insurgés et le lendemain plusieurs gardes nationaux de la ville rejoignent les rebelles et leur ouvrent les portes. Les administrateurs décident alors de capituler et la place tombe aux mains des insurgés. On ne relève cependant aucun débordement de leur part, Thomas de Caradeuc et Guérif de Lanouan se montrent modérés, seuls quelques municipaux sont emprisonnés et les papiers du district sont enlevés. 
Le même jour, Lanouan envoie un émissaire au Croisic qui somme les patriotes de se rendre. Ceux-ci décident de faire voter les électeurs, à l'issue du scrutin la capitulation est décidée à 88 voix sur 170. Le 21 mars Lanouan peut ainsi entrer au Croisic sans rencontrer de résistance.
Les insurgés mettent en place à Guérande et au Croisic une municipalité royaliste avec échevins et une milice nommée milice bretonne qui prêtent serment à Louis XVII. 
Cependant la plupart des paysans rentrent progressivement chez eux et le 30 mars, 400 soldats républicains commandés par le général Jean-Michel Beysser reprennent Guérande sans combattre. Les insurgés ont pris la fuite tandis que les administrateurs passés aux royalistes sont arrêtés.